# Derby del Rodano
Il derby del Rodano (in francese derby du Rhône) è la sfida calcistica tra l'AS Saint-Etienne e l'Olympique Lione. Viene spesso considerato come il più importante derby in Francia, per via della rivalità fra le due principali squadre di calcio della regione Rodano-Alpi.

## Origine della rivalità
Una prima origine della rivalità è legata alla vicinanza delle due città: la distanza fra Saint Etienne e Lione è di solo 60 chilometri. La popolazione delle due città è anche un fattore importante perché sono le due più popolate della regione.
Una seconda motivazione è di carattere storico-sociale: da sempre, Saint-Étienne è stata considerata come una città del popolo, una città operaia. Nel XIX secolo, questa città era, con Lens, il bastione francese dell'industria mineraria. E dunque una città povera, allorché Lione è sempre stata considerata come una città borghese e domina dunque Saint-Étienne al livello politico, amministrativo ed economico.
Infine l'ultima origine della rivalità è quella sportiva: l'AS Saint-Etienne ha il più importante palmarès del campionato di Francia con 10 titoli di campione e 6 coppe di Francia ed è considerata come la grande squadra francese degli anni settanta. iL Lione è una squadra dalla storia molto più recente, il cui palmarès si è costruito negli anni 2000: ha vinto sette volte la Ligue 1 nel decennio. Le due squadre sono dunque considerate delle "istituzioni" del campionato nazionale.

## Riassunto delle partite
I confronti fra l'OL e l'ASSE sono stati numerosi: la prima è stata organizzata nel 1951, e fino al 9 dicembre 2012 non compreso, sono state giocate 104 partite. Se i primi incontri erano dominati dal Saint-Etienne, il Lione ha spesso vinto dagli anni novanta fino a oggi. Per esempio, il Saint-Etienne non ha vinto un solo incontro fra 1994 e 2010, e Lione non ha vinto una sola volta fra 1962 e 1966, 1968 e 1971, e fra 1978 e 1982. La rivalità tra i tifosi ha anche scritto la storia dei Derbys: le rivalità nelle curve (in francese "les virages") fanno parte dell'atmosfera d'un derby, e i tifosi verdi (quelli di Saint-Etienne) sono particolarmente conosciuti per le loro coreografie. Purtroppo in certe stagioni i confronti sono così importanti per i tifosi delle due squadre che le tensioni hanno provocato delle violenze a volte gravi, come nel 1993 a Lione o nel 2007 a Saint-Étienne.

## Bilancio dei confronti
dati aggiornati al giugno 2018
| Tipo di confronto     | Partite | Squadra vincente | Squadra vincente | Squadra vincente | Gol | Gol  |
| Tipo di confronto     | Partite | OL               | Paréggio         | ASSE             | OL  | ASSE |
| --------------------- | ------- | ---------------- | ---------------- | ---------------- | --- | ---- |
| Campionato di Francia | 107     | 35               | 32               | 40               | 122 | 141  |
| Coppa di Francia      | 5       | 3                | 1                | 1                | 9   | 3    |
| Coupe Drago           | 1       | 0                | 0                | 1                | 0   | 4    |
| Trophée des Champions | 1       | 0                | 0                | 1                | 0   | 3    |
| Coupe de la Ligue     | 1       | 1                | 0                | 0                | 2   | 1    |
| Total                 | 115     | 39               | 33               | 43               | 133 | 152  |